# Залесе (Любачівський повіт)
Залесе (пол. Zalesie) — село в Польщі, у гміні Олешичі Любачівського повіту Підкарпатського воєводства.
У 1975-1998 роках село належало до Перемишльського воєводства.